# Pinback
Pinback est un groupe de rock indépendant américain, originaire de San Diego, en Californie. Il est formé par Rob Crow et Armistead Burwell Smith IV (aussi connu sous le nom de Zach Smith). Le groupe totalise cinq albums studios ainsi que d'autres sorties sous différents formats.

## Biographie
Le nom du groupe fait référence au personnage Pinback, joué par Dan O'Bannon, dans le film Dark Star de John Carpenter tourné en 1974. On retrouve notamment de nombreux samples du film dans les premières compositions du groupe,. En 2004, Pinback signe chez le label indépendant américain Touch and Go Records. Leur troisième album, Summer in Abaddon, sort dans les bacs un peu plus tard la même année.
Le quatrième album du groupe, Autumn of the Seraphs, sort quant à lui, le 11 septembre 2007,. Le groupe rassemble également une collection de raretés dans une compilation intitulée Nautical Antiques. Les deux membres du groupe apparaissent dans des interviews à la télévision américaine et interprètent des titres sur la radio nationale américaine NPR.
Le 1er avril 2009, Pinback annonce qu'il travaille sur un futur album avec le label américain Temporary Residence Ltd. Le cinquième album studio du groupe, Information Retrieved, sort le 16 octobre 2012 Le 15 août 2012, Le groupe met en accès libre son morceau Proceed to Memory sur le site web RollingStone.com. Zach Smith et Rob Crow sont accompagnés dernièrement par le batteur Chris Prescott. Tom Zinser et Mario Rubalcaba ont aussi contribué à la batterie dans le passé. En l'absence d'un batteur, ils ont l'habitude d'utiliser une boîte à rythmes.
En mars 2015, Rob Crow annonce avoir cessé toute activité musicale, se concentrant sur sa vie familiale, mettant de fait Pinback en pause pour une durée indéterminée. En novembre 2015, le magazine musical Pitchfork annonce que Rob Crow revient avec un nouveau groupe, Rob Crow's Gloomy Place, un nouvel album, You're Doomed. Be Nice, suivi d'une tournée américaine au mois de mars 2016.

## Style musical
Leur style musical est reconnaissable aux entrelacements de guitares et de matériels électroniques qui tissent leurs morceaux ainsi qu'à la ligne de basse caractéristique de Zach Smith qui privilégiera des accords et des harmonies plutôt que des notes simples. La signature de Pinback réside également dans les voix et harmonies vocales de ses deux membres, qui se croisent généralement le long d'une même chanson.

## Membres

### Membres actuels
- Rob Crow – chant, guitare (depuis 1998)
- Armistead Burwell Smith IV – chant, basse (depuis 1998)
- Chris Prescott – batterie (depuis 2005)

### Anciens membres
- Tom Zinser - batterie (1998-2003)
- Thatcher Orbitachi - claviers (1999)
- Donny Van Zandt - claviers (1999)
- Dmitri Dziensuwski - claviers (1999)
- Gabriel Voiles - claviers (1999)
- Brent Asbury - claviers (2000-2002)
- Ryan Bromley - guitare, basse, claviers (2001-2005)
- Kenseth Thibideau - claviers, basse, guitare (2003-2006)
- Cameron Jones - batterie (2004-2005)
- Erik Hoversten - guitare, basse, claviers (2006-2011)
- Terrin Durfey - claviers, basse, guitare (2007-2008)
- Chris Fulford-Brown - claviers, basse, guitare (2008)
- Braden Diotte - claviers, basse, guitare (2008-2011)

## Discographie

### Albums studio
- 1999 : This Is A Pinback CD (Ace Fu/Cutty Shark)
- 2001 : Blue Screen Life (Ace Fu/Cutty Shark)
- 2004 : Summer in Abaddon (Touch and Go)
- 2007 : Autumn of the Seraphs (Touch and Go)
- 2012 : Information Retrieved (Temporary Residence)

### Compilations
- 2006 : Nautical Antiques (Ace Fu)

### EP
- 2000 : Live in Donny's Garage
- 2001 : This Is a Pinback Tour E.P.
- 2002 : Some Voices (Absolutely Kosher)
- 2002 : More or Less Live in a Few Different Places
- 2003 : Arrive Having Eaten
- 2003 : Offcell (Absolutely Kosher)
- 2004 : Too Many Shadows
- 2008 : ascii E.P.
- 2011 : Information Retrieved, Pt. A (Temporary Residence)
- 2011 : Information Retrieved, Pt. B (Temporary Residence)

### Singles
- 1999 : Loro
- 2000 : Tripoli
- 2001 : Penelope
- 2004 : Fortress
- 2004 : Todo
- 2007 : From Nothing to Nowhere
- 2012 : Proceed to Memory
- 2012 : Sherman

### Apparitions
- Bande originale de Elizabethtown (2005)
- Bande originale de Newport Beach (2005)
- Bande originale de Miss Campus (2007)
- Bande originale de How I Met Your Mother (2009)
- Bande originale de Yo Gabba Gabba! (2010)